# Thiona phalaena
Thiona phalaena är en fjärilsart som beskrevs av Achille Guenée 1852. Thiona phalaena ingår i släktet Thiona och familjen nattflyn. Inga underarter finns listade i Catalogue of Life.